# Jonathan Phillips
Pour les articles homonymes, voir Phillips.
Jonny Phillips, de son nom complet Jonathan Mark Phillips, né le 5 septembre 1963 à Londres, est un acteur anglais. 
Il est surtout célèbre pour avoir interprété le 2d officier Charles Lightoller dans le film Titanic de James Cameron.

## Filmographie
- 1987 : Prick Up Your Ears
- 1987 : Rumpelstiltskin
- 1987 : Sleeping Beauty
- 1988 : The Last of England
- 1990 : Killing Dad or How to Love Your Mother
- 1993 : Hercule Poirot S5;Ep2 : Charles.
- 1993 : The Mystery of Edwin Drood
- 1997 : Titanic : 2d officier Charles Lightoller
- 1998 : La Faille
- 1999 : Beautiful People : Brian North
- 2002 : The Last Great Wilderness
- 2003 : One for the Road
- 2004 : Forever
- 2004 : Vanity Fair : La Foire aux vanités
- 2005 : Inspecteur Barnaby : Saison 9 épisode 6 : Orlando Lamington.
- 2007 : Soft
- 2008 : The Edge of Love
- 2008 : Bronson
- 2009 : Jade
- 2009 : Big Things
- 2011 : Rock'n'Love
- 2011 : Jam Today
- 2017 : La mort de Staline : Pervak, officier du NKVD